# Лапшин Володимир Ілліч
Володи́мир Іллі́ч Лапшин (9 березня 1948, Харків, СРСР – 12 жовтня 2018, Харків, Україна) — радянський і український фізик, фахівець з фізики плазми, а також з застосування математичних моделей в економіці. Генеральний директор ННЦ ХФТІ (1996—2004), декан фізико-технічного факультету Харківського національного університету (1987—1996), завідувач кафедри загальної та прикладної фізики (1991—1996, 1999—2006). Лауреат Державної премії України в галузі науки і техніки (2002).

## Біографія
Володимир Ілліч Лапшин народився у Харкові 9 березня 1948 року.
1972 року закінчив Харківський державний університет. Працював у Харківському фізико-технічному інституті та на фізико-технічного факультету Харківського університету. Досліджував нелінійні процеси у лабораторній і сонячній плазмі, розповсюдження електромагнітних хвиль в плазмі.
У 1987—1996 роках Лапшин був деканом фізико-технічного факультету Харківського національного університету, у 1991—1996 роках також завідував кафедрою загальної та прикладної фізики на фізико-технічному факультеті.
1992 року захистив докторську дисертацію, 1994 року став професором.
1996 року перейшов до ННЦ ХФТІ на посаду генерального директора і водночас директора Інституту фізики плазми. Обіймав посаду генерального директора ННЦ ХФТІ до 2004 року, а директора Інституту фізики плазми — до 2006 року. 2002 року отримав Державну премію України в галузі науки і техніки за цикл наукових праць «Ефекти колективізації станів та кореляції при дифракції і дифузному розсіянні, каналюванні та випромінюванні високоенергетичних квазічастинок у кристалах з дефектами». В 1999—2006 знову був завідувачем кафедри загальної та прикладної фізики фізико-технічного факультету ХНУ.
2006 року Лапшин був звинувачений у вбивстві свого колеги та товариша Володимира Бориска. Обидва науковці були в Києві на міжнародному конгресі. Ввечері напередодні конгресу до прийомної готелю, де вони зупинились, подзвонили зі словами: «Вызовите, пожалуйста, скорую… Я здесь человека зарезал!..». Бориско був знайдений з п'ятьма ножовими пораненнями й помер за кілька годин. Лапшин був затриманий на місці пригоди. Спочатку йому була інкримінована стаття «навмисне вбивство», але потім замінена на «перевищення меж самооборони».
Того ж 2006 року Лапшин був звільнений з посад директора Інституту фізики плазми та завідувача кафедри загальної та прикладної фізики. У 2006—2007 роках він працював у ННЦ ХФТІ на посаді головного наукового співробітника.
У 2008—2009 роках він працював професором кафедри програмного забезпечення Харківської філії Міжнародного Соломонового університету, а від 2009 — професором кафедри економіко-математичних методів та інформаційних технологій Харківського інституту фінансів Українського університету фінансів та міжнародної торгівлі. Був співавтором монографій «Реформування бюджетної системи України на інноваційних засадах» (2010) та «Місцеві бюджети в умовах кризових явищ і реформування» (2011).

## Нагороди та звання
- Заслужений діяч науки і техніки України (1998)[1]
- Державна премія України в галузі науки і техніки (2002)[2]